# Rio Boa Esperança
O rio Boa Esperança é um rio brasileiro do estado de São Paulo, pertence à bacia do rio Tietê.                                                                          
O rio Boa Esperança nasce no municípios de Ribeirão Bonito na localização geográfica, latitude 22º05'14" sul e longitude 48º11'55" oeste, bem próximo da rodovia estadual SP-215.

## Banha os municípios
Passa pelos municípios de: Ribeirão Bonito, Trabiju, Boa Esperança do Sul e Gavião Peixoto

## Afluentes
- Margem sul:
  - Não consta

- Margem norte:
  - Não consta

## Final
Em Gavião Peixoto, se torna afluente do rio Jacaré Guaçu na localização geográfica, latitude 21º51'43" sul e longitude 46º30'40" oeste, o Jacaré Guaçu por sua vez é afluente do rio Tietê em Ibitinga. 

## Extensão
Percorre neste trajeto uma distância de mais ou menos 44 quilômetros.

### Referência
- Mapa Rodoviário do Estado de São Paulo - (2004) - DER